# Mirjam Mesak
Mirjam Mesak (* 23. August 1990 in Tallinn, Estland) ist eine estnische Opern- und Konzertsängerin (Sopran).

## Biografie
Mirjam Mesak ist Absolventin der Guildhall School of Music and Drama in London und war von 2018 bis 2020 Mitglied des Opernstudios der Bayerischen Staatsoper, bei dessen Produktion von Tschaikowskis Iolanta sie 2019 die Titelrolle darstellte. In diesem Jahr wurde sie auch mit dem Bayerischen Kunstförderpreis ausgezeichnet. Seit 2020 ist sie Mitglied des Ensembles der Bayerischen Staatsoper, wo sie in zahlreichen Opernrollen auftrat, u. a. als Musetta in Puccinis La Bohème, als Juliette in Korngolds Die tote Stadt, als Ännchen in Der Freischütz und als Gretel in Hänsel und Gretel. Gastspiele führten sie 2018 als Mimì in La Bohème an das Clonter Opera Theatre in Congleton und ab 2020 als Norina in Don Pasquale an die Estnische Nationaloper in Tallinn. Weiterhin trat sie am Théâtre des Champs-Élysées in Paris und beim Saaremaa Opera Festival in Kuressaare auf.
Als Konzert- und Liedsängerin trat sie unter anderem in den großen Londoner Häusern Barbican Hall, Milton Court Concert Hall und Wigmore Hall sowie in der Nürnberger Meistersingerhalle und im Palacio Euskalduna in Bilbao auf. Außerdem sang sie bei Reihen wie dem „This is Rattle“-Festival des London Symphony Orchestra und dem Hidalgo Festival in München. In Estland wirkte sie mit an Galakonzerten des Estonian National Symphony Orchestra und des Vanemuine Symphony Orchestra mit, die vom Estnischen Rundfunk übertragen wurden. 2023 sang sie bei Marek Janowskis Abschiedskonzert von Dresdner Philharmonie Les Illuminations von Benjamin Britten.
In dem 2022 unter der Regie von Axel Ranisch produzierten Opernfilm Orphea in Love spielt und singt sie die Hauptrolle.

## Auszeichnungen
- 2022: International Classical Music Award in der Sparte „Video Performance“ für Die tote Stadt an der Bayerischen Staatsoper (Rolle: Juliette)[11]
- 2019: Bayerischer Kunstförderpreis in der Sparte „Darstellende Kunst“[12]
- 2018: Semi-Finalistin beim Glyndebourne Opera Cup[13]

## DVD-Aufnahmen
- 2019: Die tote Stadt von Erich Wolfgang Korngold mit Mirjam Mesak als Juliette unter Kirill Petrenko (BSOrec)[14]
- 2022: Mavra/Iolanta: Produktion des Opernstudios der Bayerischen Staatsoper von 2019 mit Mirjam Mesak als Iolanta unter Alevtina Ioffe (BSOrec)[15]

## Popmusik
Vor ihrer Karriere in der klassischen Musik war Mijam Mesak auch als Popmusikerin tätig. Zweimal trat sie beim Eurovision Song Contest für Estland an. 2007 war sie in Helsinki Backgroundsängerin von Gerli Padar, die den Song Partners in Crime sang und im Halbfinale ausschied. 2009 war Mesak in Moskau Backgroundsängerin der Band Urban Symphony, die mit dem Song Rändajad den sechsten Platz erreichte. Mirjam Mesak war außerdem Backgroundsängerin der Band Glive. 2007 veröffentlichte sie ihr Solo-Debütalbum Far Away and Here.